# Lsjbot

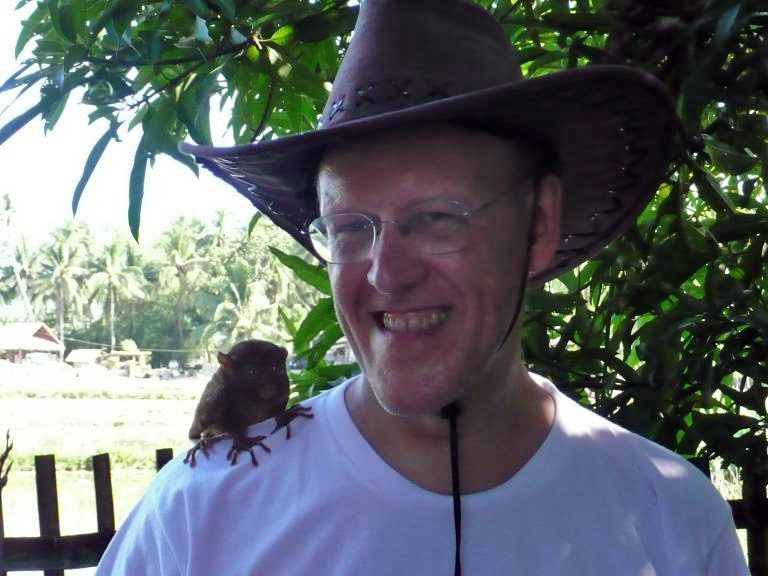
Sverker Johansson, a Lsjbot fejlesztője

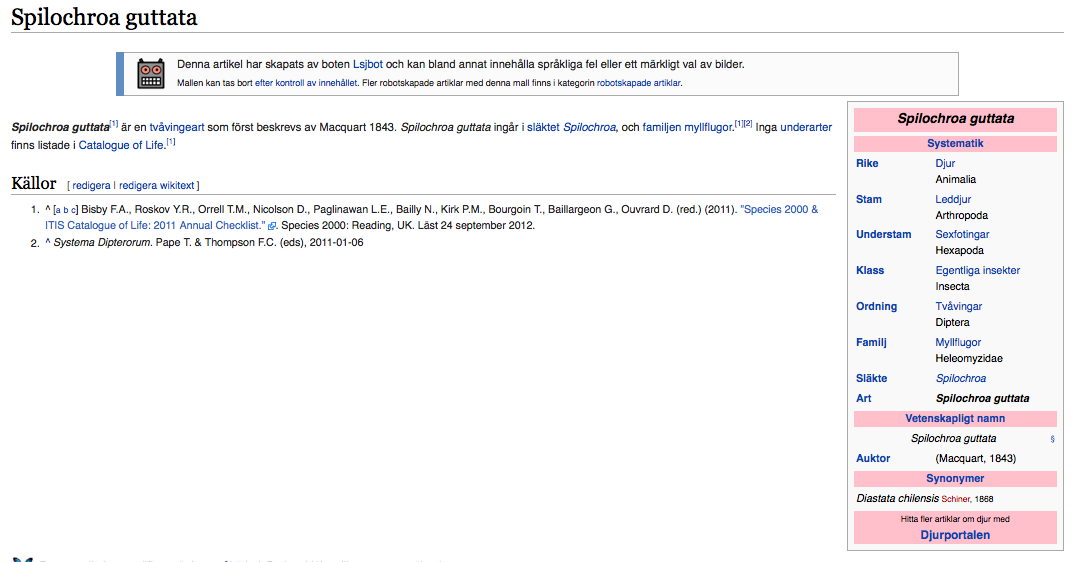
A Lsjbot által létrehozott cikk a svéd Wikipédián

Az Lsjbot Wikipédia-szócikkeket létrehozó, automata szerkesztőprogram – más néven internetes bot. Fejlesztője a svéd Sverker Johansson. A program elsősorban élőlényekről és felszíni formákról hoz létre szócikkeket.

## Története
A program 2014 júliusától 2,7 millió cikket hozott létre, melynek kétharmada a szebuano (ez Johansson feleségének, Smiley-nek az anyanyelve), egyharmada pedig a svéd Wikipédiában jött létre. A bot naponta tízezer cikket képes létrehozni. Működése számos kritikát váltott ki, többen is azt állítják, hogy az így létrehozott csonk-cikkek nem tartalmaznak értelmes tartalmat és hiányzik belőlük az emberi munka. Az egész világra kiterjedő figyelmet 2014 júliusában kapta a bot és a munkája, amikor a The Wall Street Journal egy cikket közölt róla. A Sydney Morning Herald a botot Phil Parkerhez hasonlította, aki állítólag az emberi történelem legaktívabb szerzője, több mint 85 000 könyv publikációval, amelyek mindegyike kevesebb mint egy óra alatt készült számítógéppel.
Johansson azzal védekezett az őket támadók ellen, hogy ha a bot nem ír cikkeket, akkor "főleg fiatal, fehér férfiak írnak cikkeket, melyek a férfiak érdeklődését tükrözik".
2013. június 15-én a svéd Wikipédia elérte az egymilliomodik cikket, ezzel nyolcadik lett a Wikipédiák közül, mely elérte ezt a számot. Az egymilliomodik cikket is a Lsjbot hozta létre - amely ekkorra már 454 000 cikket hozott létre, amely a svéd Wikipédia teljes cikkszámának csaknem a felét jelentette.
A Lsjbot felelős elsősorban azért, hogy az angol után a második legnagyobb Wikipédia a szebuano lett, mögötte pedig harmadikként a svéd következett.